# Orsenigo
Orsenigo is een gemeente in de Italiaanse provincie Como (regio Lombardije) en telt 2457 inwoners (31-12-2004). De oppervlakte bedraagt 4,5 km², de bevolkingsdichtheid is 520 inwoners per km².

## Demografie
Orsenigo telt ongeveer 961 huishoudens. Het aantal inwoners steeg in de periode 1991-2001 met 10,0% volgens cijfers uit de tienjaarlijkse volkstellingen van ISTAT.
| Jaar | Inwoneraantal |
| ---- | ------------- |
| 1991 | 2127          |
| 2001 | 2340          |

## Geografie
De gemeente ligt op ongeveer 390 m boven zeeniveau.
Orsenigo grenst aan de volgende gemeenten: Albavilla, Albese con Cassano, Alserio, Alzate Brianza, Anzano del Parco, Cantù, Capiago Intimiano, Montorfano.